# Królewo (województwo warmińsko-mazurskie)
Królewo (niem. Königsdorf) – wieś w Polsce położona w województwie warmińsko-mazurskim, w powiecie ostródzkim, w gminie Morąg.
Do 1954 roku siedziba gminy Królewo. W latach 1954–1972 wieś należała i była siedzibą władz gromady Królewo. W latach 1975–1998 miejscowość administracyjnie należała do województwa olsztyńskiego. Miejscowość leży w historycznym regionie Prus Górnych.
W latach 1945–1946 miejscowość nosiła nazwę Królewska Wieś
Wieś pod pierwotną nazwą Molsen wzmiankowana w dokumentach z roku 1361, jako wieś pruska na 20 włókach. Od roku 1704 jako wieś szkatułowa (co może wskazywać, że została wcześniej opuszczona lub zniszczona). W roku 1782 we wsi odnotowano 46 domów (dymów), natomiast w 1858 w 69 gospodarstwach domowych było 500 mieszkańców. W latach 1937–1939 było 392 mieszkańców. W roku 1973 wieś należała do powiatu morąskiego, gmina Morąg, poczta Łączno.